# Euzkadiella
Euzkadiella is een geslacht van vliesvleugeligen uit de familie Encyrtidae. De wetenschappelijke naam van dit geslacht is voor het eerst geldig gepubliceerd in 1922 door Mercet.

## Soorten
Het geslacht Euzkadiella is monotypisch en omvat slechts de volgende soort:
- Euzkadiella errata Boucek, 1977